# Túnel de Alhadas
Túnel ferroviário do Ramal da Figueira da Foz, Portugal, entre os apeadeiros de Maiorca (PK 6,4) e Alhadas-Brenha (PK 8,4), com uma extensão de 519 metros.